# Dolná Seč
Dolná Seč (bis 1927 slowakisch auch „Dolná Seča“ – bis zum 19. Jahrhundert „Veľká Seča“; ungarisch Alsószecse – bis 1907 Nagyszecse) ist eine Gemeinde im Westen der Slowakei mit 566 Einwohnern (Stand 31. Dezember 2024), die zum Okres Levice, einem Teil des Nitriansky kraj, gehört.

## Geographie
Die Gemeinde befindet sich im Osten des slowakischen Donautieflands, am linken Ufer des unteren Hron. Das Ortszentrum liegt auf einer Höhe von 155 m n.m. und ist sieben Kilometer von Levice entfernt.
Nachbargemeinden sind Horná Seč im Norden, Levice im Nordosten und Osten, Vyšné nad Hronom im Südosten, Tekovský Hrádok im Süden und Westen und Kalná nad Hronom im Nordwesten.

## Geschichte

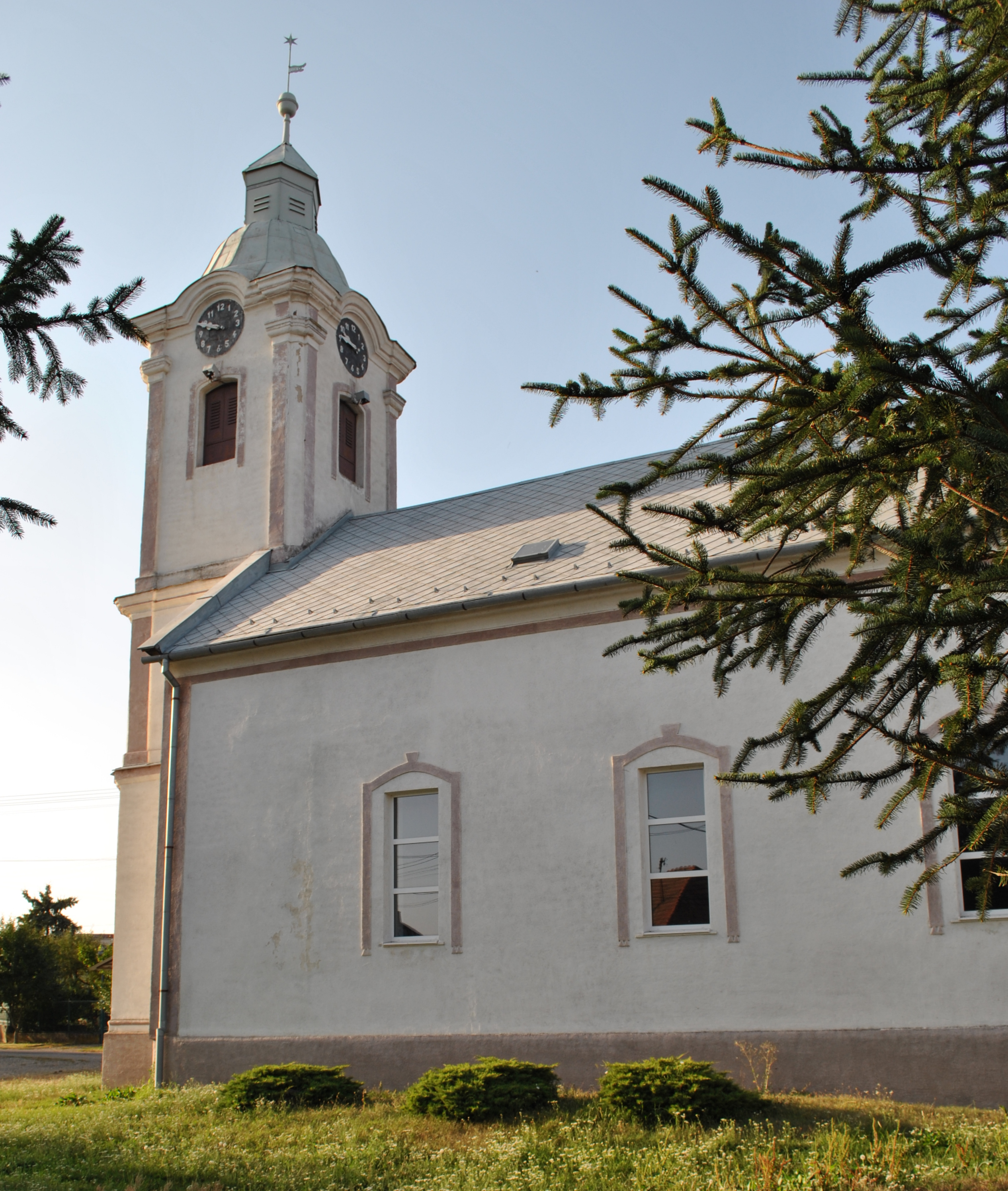
Kirche in Dolná Seč

Dolná Seč wurde zum ersten Mal 1310 als Zedche schriftlich erwähnt und war Gut des örtlichen Landadels, 1534 kam das Dorf zur Herrschaft der Burg Lewenz. 1601 standen 52 Häuser im Ort, 1720 wohnten 20 Steuerzahler hier, 1828 zählte man 77 Häuser und 514 Einwohner, die als Landwirte beschäftigt waren. Im 18. Jahrhundert gründete das Geschlecht Esterházy ein Gestüt im Ort.
Bis 1918 gehörte der im Komitat Bars liegende Ort zum Königreich Ungarn und kam danach zur Tschechoslowakei beziehungsweise heute Slowakei. Auf Grund des Ersten Wiener Schiedsspruchs lag er 1938–1945 noch einmal in Ungarn. Nach 1947 wurde ein Großteil der ungarischen Einwohner nach Ungarn zwangsübersiedelt und durch ungarische Slowaken ersetzt.

## Bevölkerung
| Jahr                | 1994 | 2004    | 2014    | 2024     |
| ------------------- | ---- | ------- | ------- | -------- |
| Anzahl der Personen | 420  | 446     | 454     | 566      |
| Unterschied         |      | +6,19 % | +1,79 % | +24,66 % |

| Jahr                | 2023 | 2024    |
| ------------------- | ---- | ------- |
| Anzahl der Personen | 558  | 566     |
| Unterschied         |      | +1,43 % |

Nach der Volkszählung 2011 wohnten in Dolná Seč 417 Einwohner, davon 366 Slowaken, 38 Magyaren, zwei Tschechen sowie jeweils ein Bulgare und Mährer. Neun Einwohner machten keine Angabe zur Ethnie.
143 Einwohner bekannten sich zur römisch-katholischen Kirche, 90 Einwohner zur Evangelischen Kirche A. B., 39 Einwohner zu den Brethren, 17 Einwohner zur reformierten Kirche, 16 Einwohner zu den Zeugen Jehovas, vier Einwohner zur griechisch-katholischen Kirche, zwei Einwohner zu den Baptisten, ein Einwohner zur evangelisch-methodistischen Kirche und zwei Einwohner zu einer anderen Konfession. 81 Einwohner waren konfessionslos und bei 22 Einwohnern wurde die Konfession nicht ermittelt.

## Bauwerke
- reformierte (calvinistische) Toleranzkirche im klassizistischen Stil aus dem Jahr 1784, 1802 um den Turm ergänzt[6]

## Verkehr
Es gibt eine Haltestelle an der Bahnstrecke Štúrovo–Levice.